# Región Qikiqtaaluk
La Región Qikiqtaaluk o Qikiqtani ([qikiqtaːˈluk], en inuktitut: ᕿᑭᖅᑖᓗᒃ) es una región administrativa del territorio canadiense de Nunavut. El gobierno regional tiene su sede en Iqaluit. La región está formada casi exclusivamente por islas, la mayoría de éstas pertenecen al archipiélago Ártico Canadiense.

## Islas
Las mayores, listadas de norte a sur, son las siguientes:
- Isla Ellesmere
- Isla Axel Heiberg
- Isla Ellef Ringnes
- Isla Amund Ringnes
- Isla del Príncipe Patrick
- Isla de Bathurst
- Isla Devon
- Isla Cornwallis
- Isla Bylot
- Isla Somerset
- Isla Baffin
- Isla Mansel
- Islas Belcher
- Isla Akimiski
- La parte oriental de la isla Melville, la que corresponde con la península Melville
- Las partes septentrionales de la isla del Príncipe de Gales e isla Somerset, así como una serie de islas menores.

Antes de 1999, la región Qikiqtaaluk conformaba, con pequeñas diferencias fronterizas, la Región Baffin de los Territorios del Noroeste.

## Datos demográficos
Datos procedentes del censo canadiense de 2006.
- Población: 15.765
- Crecimiento de la población (2001-06): +9,7%
- Viviendas particulares: 5.103
- Área (km²): 1.040.417.90 km²
- Densidad (hab/km²): 0,015 km²
- Posición nacional según población: 248º (de 288)
- Posición territorial según población: 1.º (de 3)

## Condados
- Division N.º 10, Terranova y Labrador (Labrador).
- Division No. 23, Manitoba.
- Inuvik Region.
- Kivalliq Region.
- Kitikmeot Region.

## Comunidades
- Hamlets
  - Arctic Bay
  - Cape Dorset
  - Clyde River
  - Grise Fiord
  - Hall Beach
  - Igloolik
  - Kimmirut
  - Pangnirtung
  - Pond Inlet
  - Qikiqtarjuaq
  - Resolute
  - Sanikiluaq
- Asentamientos
  - Nanisivik
- Areas no organizadas
  - Baffin, Unorganized
    - Alert
    - Eureka

## Atracciones
- Astro Hill Complex (Iqaluit)
- Nunatta Sunakkutaangit Museum (Iqaluit)
- Legislative Building of Nunavut (Iqaluit)
- Unikkaarvik Visitors Centre (Iqaluit)

## Áreas protegidas
- Parque nacional Auyuittuq
- Katannilil
- Kekerten
- Mallikjuak
- Pitsutinu-Tungavik
- Qilalukat
- Quammaarviit
- Parque nacional Quttinirpaaq
- Rotary Club Day Park
- Parque nacional Sirmilik
- Sylvia Grinnel